# Zejście 2
Zejście 2 (tytuł oryg. The Descent: Part 2) – brytyjski horror z 2009 roku w reżyserii Jona Harrisa. Jest to sequel filmu Zejście (The Descent) z 2005 roku.

## Fabuła
Sarah jako jedynej udało się wyjść z labiryntu jaskiń w Appalachach. Wkrótce miejscowy szeryf zmusza ją, aby ponownie udała się do jaskiń wraz z misją ratunkową, w celu poszukiwań jej 5 zaginionych przyjaciółek. Postanawiają zejść jeszcze niżej, a Sarah z każdym krokiem przypomina sobie jakie niebezpieczeństwo na nich czeka. 

## Obsada
- Shauna Macdonald jako Sarah
- Natalie Jackson Mendoza jako Juno
- Krysten Cummings jako Rios
- Gavan O’Herlihy jako Vaines
- Joshua Dallas jako Greg
- Anna Skellern jako Cath
- Douglas Hodge jako Dan
- Doug Ballard jako doktor Payne
- Saskia Mulder jako Rebeca
- Michael J. Reynolds jako Ed Oswald